# هوجلي
هوجلي رمزها «HG» (بالإنجليزية: Hooghly district)‏، هو تقسيم إداري لدولة الهند تتبع ولاية البنغال الغربية (بالإنجليزية: West Bengal)‏، مركزها هو مدينة هوجليشاشورا (بالإنجليزية: HugliChuchura)‏ عدد سكانها حسب تعداد سنة 2001 هو 5,040,047 نسمة، وتبلغ مساحتها 3,149 كم²، وكثافة السكان 1,601 لكل كم².